# Skaziczest
Skaziczest – staropolskie imię męskie, złożone z członów skazi- („skazić”) i -czest („cześć”). Może oznaczać „potomek, skaziciel czci rodu”.